# Motukatuli
Motukatuli ist eine kleine Riffinsel im Riffsaum des Atolls Nukulaelae im Inselstaat Tuvalu.

## Geographie
Motukatuli bildet zusammen mit der benachbarten Motukatuli Foliki, mit Tumiloto, Kavatu, Asia und Muliteatua den nördlichen Riffsaum des Atolls.